# Clubiona jucunda
Clubiona jucunda es una especie de araña araneomorfa del género Clubiona, familia Clubionidae. Fue descrita científicamente por Karsch en 1879.
Habita en Japón, Corea y China.